# 한국의 고대 인명
한국의 고대 인명(韓國의 古代 人名)은 중국의 영향을 받기 이전의 한반도에서 쓰이던 고유 인명체계를 말한다. 신라에 의한 삼국통일과 중국문물 수입에 따른 인명의 한화(漢化) 이전의 삼국시대 및 그 이전에는 고유어 인명이 널리 쓰였다. 현존하는 고대 인명에 대한 자료는 그 수가 매우 부족하며, 대부분 까다로운 한자차자표기의 형태로 남아 있기 때문에, 그 얼개를 아는 것이 그리 쉽지 않다. 고대 인명을 살펴볼 자료로는 국내사료인 삼국사기, 삼국유사와 중국 및 일본의 각종 사료에 등장하는 이름, 그리고 금석문 자료 등이 있다. 고대 인명은 점차 자취를 감추었으나, 평민, 천민층 사이에서는 그 이후의 중세와 근대까지도 널리 쓰였다.

## 고구려 이름
| 성(姓)                   | 이름                                     |
| ------------------------ | ---------------------------------------- |
| 연(淵)=천(泉)=이리(伊梨) | 개소문(蓋蘇文)=개금(蓋金)=가수미(柯須彌) |

고구려 이름 가운데 그 뜻이 알려져 있는 것은 동명성왕이다. 활을 잘쏘는 사람이란 뜻의 주몽으로 알려져 있다. 고구려는 왕족이 국호인 고구려에서 高을 따와 국성을 고씨라고 하였다고 하나, 고구려(高句麗)의 고가 한자어인지 고구려어인지는 뚜렷하지 않다.고구려는 그 국호를 고려(高麗)라고도 하였으며, 비슷한 언어를 썼던 옥저에 구루란 말이 성(城)을 가리키므로, 연관관계가 있는 것으로 생각된다. 그러나 다른 고구려 인물들의 이름을 보면 성과 이름의 구별이 그다지 뚜렷하지 않은 경우가 많다. 을파소나 을지문덕같은 경우는 乙이나 乙支등을 성으로 추정하기도 하나, 확실하지는 수는 없다. 연개소문(淵蓋蘇文)은 중국쪽 사료에서 피휘한 천개소문(泉蓋蘇文)이란 표기에서 淵이 소리가 비슷하지 않은 반면 뜻은 관련있는 泉으로 바뀌었고, 일본서기의 용례에서 일본어: 伊梨柯須彌 이리카스미[*](이리가수미)라 주음하고 있으므로, 淵=伊梨의 대응관계가 성립한다. 이것은 이름의 일부일 수도 있으나, 연개소문의 아들 대에서도 淵을 쓰고 있으므로, 고구려에서 고유어에 바탕을 둔 성을 쓰고 있었음을 암시한다. 한편, 개소문은 다른 표기로 蓋金이라고 하기도 하며, 이로써 金=蘇의 관계가 성립하며 현대 한국어의 "쇠"에 연결되는 말로 봄직하다.

## 백제 이름
| 성(姓)          | 이름       |
| --------------- | ---------- |
| 부여(扶餘,夫餘) | 풍(豊)     |
| 사택(沙宅=砂宅) | 적덕(積德) |
| 흑치(黑齒)      | 상지(常之) |
| 귀실(鬼室)      | 집사(集斯) |

백제 인명에서 눈에 띄는 점은 백제인의 성은 대개 복성이라는 점이다. 백제왕실은 부여계승의식을 가지고 있어 성을 부여(扶餘)라고 하였으며, 줄여서 여(餘)라고 쓰기도 하였다.(특히 중국쪽 문헌에서는 자주 줄여 썼다) 그러나 초기 백제왕의 계보를 보면 왕들도 이름만을 썼던 것으로 추정된다.

## 신라 이름
| 성(姓) | 부명(部名) | 이름                           |
| ------ | ---------- | ------------------------------ |
| 박(朴) |            | 밝아뉘,밝아누리(赫巨世=弗矩內) |
|        | 사달(沙喙) | 추수지(鄒須智)                 |
|        |            | 잇부지(伊史夫智)               |
|        |            | 모마릿지(提上=毛麻利叱智)      |
|        |            | 소벌도리(蘇伐道理=蘇伐都利)    |
|        |            | 활보(弓福=弓卜)                |
|        |            | 거칠부(居柒夫)                 |
|        |            | 이차돈(異次頓,居次頓)          |
|        |            | 시미(斯彌)                     |

고대 삼국의 자료가 전반적으로 부족하지만, 신라의 인명 자료는 사서 이외에 금석문, 비문의 발견으로, 다른 나라에 견주어 그나마 많이 남아 있는 편이며, 특히 임금 이름은 그 뜻도 풀이되어 있다. 예를 들어 신라 초대 임금인 박혁거세는 그 다른 표기가 불구내(弗矩內)이고, 주석에 光明以世→빛으로 세상을 밝힌다로 풀이하고 있어서
밝은누리, 밝아누리 정도로 재구하고 있다. 삼국사기에는 제 3대 임금인 유리 이사금 때 6부의 이름을 바꾸고 각 부마다 성을 내렸다고 기록되어 있으나, 이 때의 사성인 李, 崔, 鄭, 薛, 裵, 孫 등은 중국에서 받아들인 것으로, 실제 당시 신라인들은 왕족, 귀족층에서도 중국식 성을 거의 잘 쓰지 않았다. 금석문등에서 보이는 전형적인 신라 인명은 본명 이외에 소속지역을 나타내는 부명(部名)과 관명(官名)을 함께 쓰는 경우가 많았다. 2009년 5월 포항에서 발견된 중성리 신라비를 보면
使人奈蘇毒智

道使 喙念牟智 沙喙鄒須智

那音支村 卜岳干支 走斤壹金知— 중성리 신라비

등으로 인명이 나타나 있는데, 뒤에 공통적으로 붙는 -지가 주목된다. 이 지는 知,智(드물게 支,之)등으로 표기되었으며, 인명뒤에 붙였던 존칭으로 생각되고 있는데, 위지동이전에서 삼한의 군장 칭호로 소개되어 있는 신지(臣智)의
지와 같은 계통의 말로 추정된다. 부명은 해당 씨족집단이 살던 지역(지명)을 나타내는 것으로, 고대의 씨(氏)
개념에 가깝다. 이 지는 물론 고유어이나 한자를 빌려적을 때는 知, 智, 支, 之등으로 달리 나타나며, 이는 어느 정도
같은 단어의 발음변화 또는 의미상의 차등이 있었으리라 미루어 짐작된다.
신라 유명인 가운데 임금 이외에 이름의 뜻을 사서에서 밝혀주고 있는 인물로는 거칠부, 이사부 등이 있으며 이들은 차자표기와 나란히 한역(漢譯)된 표기가 있기 때문에 알 수 있다. 거칠부는 荒宗 이사부는 苔宗등으로
표기되어 현대 한국어에도 남아 있는 거칠다 또한 이끼의 중세 어형인 이ᇧ등으로 재구할 수 있다.
또한 오늘날 한자음으로만 읽어 전해져 내려오는 역사 인물들의 본디 이름이 같지 않았음을 보여주는 경우가 몇 있는데, 원효(元曉)는 속성으로 薛(설)이라고 한다고 되어 있는데, 이것은 고유어의 설(새해 첫날)을 나타내며, 설씨로 알려져 있는 신라 인물인 설총 등의 설도 본래 우리말 설을 한자를 빌려 적은 것이 후대에 한자성으로 인식되었다 할 수 있다.

## 가야 이름
| 성(姓) | 이름                        |
| ------ | --------------------------- |
|        | 이들아기(伊珍阿豉)=內珍朱智 |
|        | 거질미(居叱彌)              |
| 김(金) | 수로(首露), 마로            |

가야의 이름은 국내 문헌에서 알려진 자료가 그렇게 많지 않으나, 신라의 인명체계에 가까운 특징을 지닌다. 존칭의 덧말로 보이는 -智의 사용이나, 신라시대 석독으로 읽는 글자였던 珍의 사용, 속격조사로 보이는 이두표기 叱등이 그것이다. 가야는 나중에 신라에 병합되었으므로, 후대의 가야 왕족은 신라왕족과 같은 金씨 성을 쓰게 되었다.

## 탐라 이름
| 성(姓)       | 이름            |
| ------------ | --------------- |
| 유리(儒李)   | 도라(都羅=度羅) |
| 고(古=高=孤) | 물=몰(勿=沒=物) |

고려와 조선초까지 독립을 유지했던 탐라(제주)의 인명에도 현재의 제주어가 그러하듯이 독특함이 있다.
제주인명에 대한 국내기록은 삼국사기에 당시 "탐라가 신라에 조공을 바치고 신라 관직을 제수받았다"는 기사에서 도동음진,도동음률(徒冬音津,徒冬音律)이란 탐라인명이 보인다. 도(徒)는 뒷날 제주 지배자의 칭호였던 도내(徒內)와 이어지는 말로 보이고 동음(冬音)의 음(音)은 말음첨기 또는 끝소리 덧붙이기라고 부르는 표기로서 백제 지명등에서 보이는 표기이다. 진과 률은 한자음이 서로 닮지 않아 한쪽은 다른 쪽을 잘못 썼다고 추정할 수 있으며, 곧 이것은 한 사람에 대한 서로 다른 표기이다. 또한 중국사서인 당회요(唐會要)를 보면 탐라 사신이 찾아온 기록에서 사신의 이름이 유리도라(儒李都羅)라고 적혀 있고 성이 유리요, 이름이 도라라고 풀이하고 있다. 도라라는 이름은 일본서기에도 度羅라는 표기도 나타나며, 국내기록인 고려사에도 豆良같은 비슷한 음의 이두표기가 등장하여 탐라에서 흔한
이름 또는 지배자의 칭호였음을 알 수 있다. 그러나 앞에 붙는 유리를 성으로 본 것은 중국인의 관념에서 추정한 것으로 정확하지 않을 수 있다. 일본사서인 일본서기에는 탐라 인명으로서 일본어: 久麻技 쿠마기[*](구마기), 久麻藝 쿠마게이[*](구마예), 宇麻(우마), 姑如 코죠[*](고여), 阿波技 아하기[*](아파기) 등이 탐라관련 기록에 나오는데, 이들 이름의 어원은 뚜렷이 알 수 없으며 일본 한자용법으로 적히면서 생기는 발음의 뒤틀림도 고려해야할 문제이다. 다만 구마(kuma)에 대해서는 신,귀신,초월적 존재등을 뜻하며 현대어에도 귀신을 뜻하는 "검"과 같은 뿌리의 말로 보았다.
고려사에도 탐라 인명에 대한 자료가 등장하는데 이두표기된 탐라 인명은 그 때까지도 한화하지 않은 고유 인명임을 알 수 있다. 말로(末老), 주물(周物), 고몰(高沒), 고오노(孤烏弩), 가리(加利), 호잉(號仍), 수운나(殊雲那), 고물(古物) 등 이 있으며,
특히 제주 고씨의 시조이며 탐라 설화인 삼성혈 전설에 나오는 고을라의 성인 고(高)가 본디 한자어 기원이 아니라 탐라어를 한자로 적은 취음표기인 듯한 흔적이 보인다. 곧, 고물(古物)과 고물(高沒)에서 古=高 物=沒의 관계가 성립하기 때문이다. 한편 고려말기와 조선시대에 이르면 점차 이 고는 점차 高란 한자에 잡혀 외자 성씨인 高로 고정화하고(高漢, 高叶) 조선 시대에 이르면 뭍의 인명과 마찬가지로 한화되어 3자 성명으로 바뀐다.

## 조선시대의 고유 인명
조선시대에 훈민정음이 창제됨으로써, 한자차자표기에 기대어 불안하게 표기되던 고유어 이름이 비로소 제 소리값대로 적히는 계기가 열렸으나, 그럼에도 정서법은 확립되지 않아 이두식 한자표기를 쓴 인명표기도 끈질기게 계속 이어졌다. 1453년 무렵에 펴낸 《사리영응기》란 책에는 훈민정음으로 적힌 고유어 이름이 보이는데, 이것은 정 7품과 종 8품 관리의 이름이었기에, 조선중기까지는 지배층 전부가 한자어 이름을 썼던 것은 아님을 알 수 있다.
前典樂署典律臣韓실구디

前上林園司正臣朴검둥

前上林園司正臣朴타내

前上林園司正臣金올마대— 《사리영응기》

## 참고 문헌
- 남풍현(1991), 韓國人의 이름의 變遷, 새국어생활
- 천소영, 고대인의 성명考
- 耽羅文化
- 신도희(2007), 성명의 시대적 변천과정과 사용현황연구
- 미즈노 슌페이,(2001) 日本書紀의 고대 한국어 표기 연구 : 특히 고유명사 차자표기의 한자음을 중심으로
- 金文昌(새국어생활, Vol.1 No.1, [1991]), 고유어식 사람 이름에 대하여

## 같이 보기
- 한국 이름
- 이두
- 향찰